# 긴삼잎국화
긴삼잎국화는 국화목 국화과의 식물이다.

## 특징
긴삼잎국화의 높이는 30cm이다. 잎은 부드럽고, 털이있다. 잎의 길이는 4-9cm이고, 폭은 2-5cm이다. 꽃자루의 길이는 3~10cm이다. 총포는 반구형의 종모양이고, 높이는 약 1cm이다. 화관의 둘레 길이는 4-5mm이다. 씨앗은 수과이고, 길이는 4-5mm이다.

## 사진

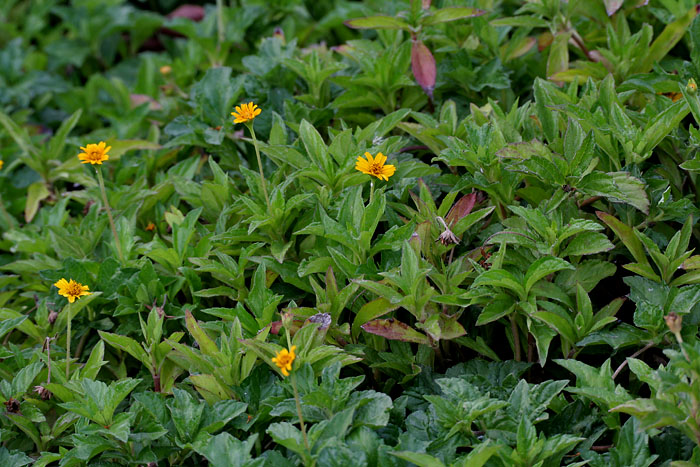
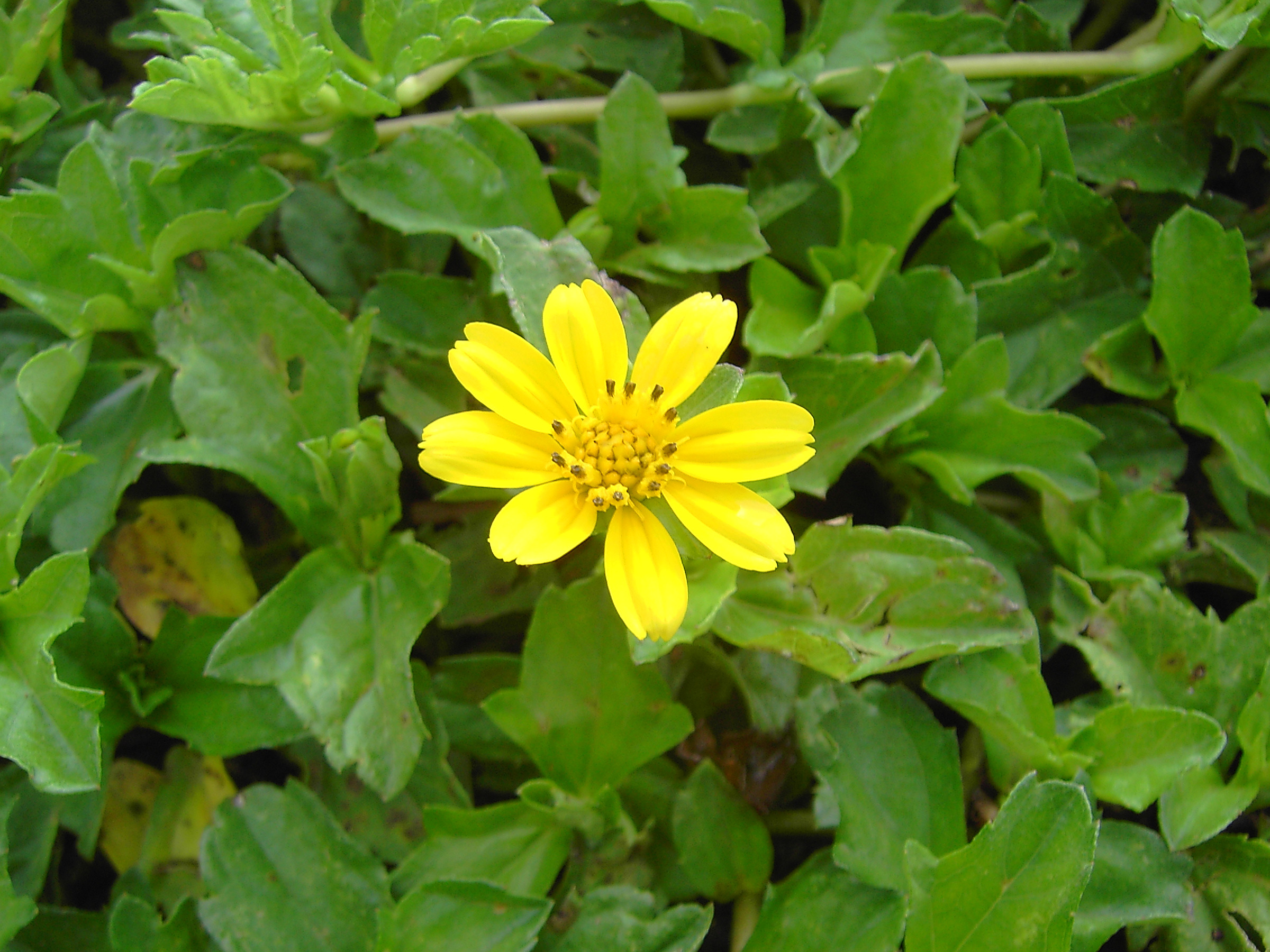

## 참조
1. ↑  “긴삼잎국화”. 미국 통합 분류학 정보 시스템(Integrated Taxonomic Information System, ITIS).